# Негрин, Хуан
Хуа́н Негри́н Ло́пес (исп. Juan Negrín López; 3 февраля 1892, Лас-Пальмас-де-Гран-Канария, Канары — 12 ноября 1956, Париж) — испанский политический деятель, премьер-министр в 1937—1939 (в период гражданской войны). Учёный-физиолог.

## Семья и образование
Родился в семье преуспевающего предпринимателя. В 1906 году получил степень бакалавра в частном колледже La Soledad. Изучал медицину в Германии, в университетах Киля, а затем Лейпцига, где его учителем был известный физиолог и психолог Эвальд фон Геринг. В 1912 году получил степень доктора медицины. Затем он был сотрудником Лейпцигского университета и, после начала Первой мировой войны и мобилизации многих педагогов-врачей, занимался преподавательской деятельностью. В 1914 году он женился на пианистке Марии Фидельман-Бродской, происходившей из обеспеченной семьи выходцев из России, жившей в Голландии. В семье было пятеро детей — три сына (Хуан, Ромуло, Мигель) и две умершие в раннем возрасте дочери. Во время учёбы в Германии Негрин изучил немецкий, английский и французский языки. Перевёл с французского на немецкий язык монографию известного французского физиолога Шарля Рише «Анафилаксия».

## Учёный-физиолог
В 1916 году Негрин вернулся в Испанию, где работал в главной лаборатории общей физиологии в Мадриде под руководством лауреата Нобелевской премии в области физиологии и медицины Сантьяго Рамон-и-Кахаля. В 1919 году получил степень лиценциата медицины и хирургии (подтвердив тем самым свой немецкий диплом) и в 1920 защитил докторскую диссертацию. С 1922 года был профессором физиологии в Центральном университете Мадрида, создал научную школу, получившую международную известность. Считался одним из лучших испанских преподавателей физиологии своего времени (наряду с будущим нобелевским лауреатом Северо Очоа и Франсиско Гранде Ковианом).

## Депутат
Долгое время находился в стороне от политической деятельности, вступил в Испанскую социалистическую рабочую партию в 1929 году, в период диктатуры Мигеля Примо де Риверы. После провозглашения Испании республикой в 1931 году был избран депутатом кортесов (парламента) от Лас-Пальмаса, переизбран в 1933 и 1936 годах. Являлся председателем финансовой комиссии кортесов, представлял республику в Международной организации труда и Межпарламентском союзе. Не будучи ярким оратором, пользовался незначительной известностью в народе. Негрин являлся весьма нетипичным политиком для социалистов: университетский профессор, он никогда не был связан с профсоюзами, придерживался умеренных взглядов, не проявлял особого интереса к марксистской теории. Являлся «приетистом» — сторонником лидера центристского течения в партии Индалесио Прието. Свои менеджерские способности проявил, участвуя в организации строительства университетского городка в Мадриде.

## Министр финансов
Во время Гражданской войны 1936—1939 был министром финансов в правительстве социалиста Франсиско Ларго Кабальеро как представитель «приетистов» (с 4 сентября 1936 по 17 мая 1937 года). В этом качестве он упорядочил финансовую систему республики в военных условиях, а также руководил исполнением правительственного решения об отправке большей части золотого запаса Банка Испании (460 из 635 тонн) через Картахену в Москву с тем, чтобы оно не оказалось под контролем противников республики. Кроме того, на эти средства в СССР закупались вооружение и боеприпасы для республиканской армии, а также продовольствие. Сторонники националистов, боровшихся против правительства, считали эту операцию хищением, так как золотой запас страны был собственностью не правительства, а Банка Испании, который до 1962 года официально являлся акционерным обществом.
Кроме того, Негрин превратил корпус карабинеров (пограничную стражу и таможенников) в элитную, прекрасно оснащённую военную силу, ориентированную лично на него, получившую в связи с этим название «Сто тысяч детей Негрина» и автономную от других вооружённых структур. Карабинеры занимались, в частности, изъятием ценностей из банков, ломбардов, частных домов, церквей и монастырей. Оппоненты критиковали Негрина за слишком большие расходы на деятельность карабинеров и за проведение «непрозрачной» финансовой политики. В то же время жёсткость и решительность, проявленные министром, а также его прагматичное стремление договориться с коммунистами, привлекли к нему внимание советского руководства.

## Премьер-министр
В мае 1937 года правительство Ларго Кабальеро из-за неудач на фронте и конфликтов между различными группировками сторонников республики утратило поддержку коммунистов, «приетистов» и левых республиканцев и было вынуждено уйти в отставку. 17 мая 1937 года Негрин сформировал новый кабинет министров, в который вошли, в частности, Индалесио Прието как министр обороны и бывший премьер-министр, левый республиканец Хосе Хираль в качестве министра иностранных дел. Компартию в правительстве представляли всего два министра, однако их реальное влияние на принимаемые решения было значительно выше в связи с влиянием в армии и тесными связями с Негрином. В то же время как для коммунистов, так и для СССР фигура Негрина была крайне выгодна, так как его имидж респектабельного политика-левоцентриста был приемлем для многих западных демократов, симпатизировавших республике.
В качестве премьер-министра Негрин был ориентирован на СССР, хотя на личном уровне старался держать дистанцию от советских советников. Он позволил коммунистам при поддержке спецслужб СССР разгромить партию ПОУМ как троцкистскую и физически уничтожить её лидера Андреу Нина (при том что назначенные Франко фалангистские прокуроры никогда не добивались для Нина смертной казни); также он находился в конфликтных отношениях с большинством анархистов. Негрин проводил курс на повышение дееспособности правительства и усиление его власти, укрепление армии, государственный контроль над промышленностью, более рациональную организацию тыла. С октября 1937 его правительство находилось в Барселоне, что существенно ослабляло возможности местных автономистских властей. Однако все эти меры не привели к успеху республиканских сил в борьбе с националистами — причинами этого были сохранявшиеся конфликтные отношения в республиканском лагере, утрата многими сторонниками республики веры в победу, недостаточная квалификация командного состава вооруженных сил. В 1937—1938 республика потеряла значительную часть своей территории. Сближение Негрина с коммунистами привело к его конфликту с Прието, который к тому же считался коммунистами и советскими советниками одним из главных виновников поражений на фронте и сторонником «капитулянтской» политики. В апреле 1938 года Прието был отправлен в отставку, и с этого времени Негрин совмещал руководство правительством и министерством обороны. Это привело к дальнейшему усилению позиций коммунистов в республиканском руководстве.
Демонстрируя стремление к компромиссу, Негрин 30 апреля 1938 года предложил националистам мирный план из 13 пунктов, который, в частности, предусматривал независимость Испании, отсутствие на её территории иностранных вооруженных сил, демократическую республику с сильным правительством, референдум о будущем устройстве страны, региональные свободы без ущерба для единства Испании, защиту легитимной собственности, ликвидацию полуфеодальных отношений на селе, гарантии прав рабочих, аполитичную и беспартийную армию, широкую амнистию. Однако этот план, выдвинутый после военных неудач республиканцев и воспринимавшийся многими поэтому как сугубо вынужденный шаг, был отвергнут каудильо Франсиско Франко, требовавшим полной капитуляции своих противников.
После неудачи мирного плана Негрин инициировал масштабное наступление республиканцев в районе реки Эбро, которое, несмотря на тактические успехи первых дней завершилось неудачей. Осенью 1938 года Негрин согласился на вывод из Испании интернациональных бригад, которые принадлежали к наиболее боеспособным воинским частям республиканцев — к тому времени и советское руководство в значительной степени утратило надежды на победу над националистами. В начале 1939 года республиканцы потеряли контроль над Каталонией, и Негрин был вынужден выехать на территорию Франции, откуда он с ближайшими сотрудниками вскоре вылетел в Мадридскую зону для продолжения военных действий. К этому времени Негрин рассчитывал лишь на скорое начало большой европейской войны, что привело бы к поляризации основных европейских стран и к оказанию правительствами, вступившими в войну против союзников Франко — Германии и Италии — действенной помощи его правительству. Однако «мюнхенский сговор» октября 1938 года оттянул начало войны почти на год, и испанским республиканцам не удалось продержаться до этого времени. В начале 1939 года даже Негрин был склонен согласиться на мир при условии амнистии, но Франко и на этот раз ответил отказом.
К началу весны 1939 года многие республиканские военачальники утратили всякую надежду на успех, что привело к восстанию против правительства Негрина, лидерами которого стали полковник С. Касадо и генерал Х. Миаха, стремившиеся как можно скорее закончить войну и считавшие, что фигура Негрина является препятствием для достижения договорённостей с франкистами. Негрин при поддержке коммунистов пытался оказать сопротивление восставшим, но, потерпев неудачу, 6 марта 1939 года вылетел во Францию вместе с членами своего правительства и некоторыми коммунистическими лидерами.

## Эмигрант
В эмиграции Негрин жил во Франции, в 1940 году переехал в Великобританию (что спасло ему жизнь, так как коллаборационистские власти Франции выдавали республиканцев во франкистскую Испанию), откуда после Второй мировой войны вернулся во Францию. В 1939—1945 годах он был премьер-министром испанского правительства в эмиграции, но его полномочия не признавались многими изгнанниками. Позиции Негрина были ослаблены инцидентом с яхтой Vita, на которой по его распоряжению в Мексику были отправлены ценности, изъятые во время войны корпусом карабинеров. По словам Негрина, они должны были использоваться созданной им Службой эвакуации испанских беженцев (SERE) для обеспечения переправки республиканцев в страны Латинской Америки. Однако в Мексике эти деньги с согласия президента страны Ласаро Карденаса, перешли под контроль находившегося там Прието, использовавшего их для создания собственной организации — Совета помощи испанским республиканцам (JARE), занимавшейся непосредственной помощью беженцам (снабжением их продуктами и предметами первой необходимости). В результате этой истории Негрин не только утратил контроль над финансовыми ресурсами, но и был обвинён в коррупции — тем более, что оппоненты и раньше упрекали его в любви к комфорту, пристрастию к хорошей еде и дорогим напиткам, а также в многочисленных романах с женщинами (в этом он также отличался от стандартного образа аскетичного революционера).

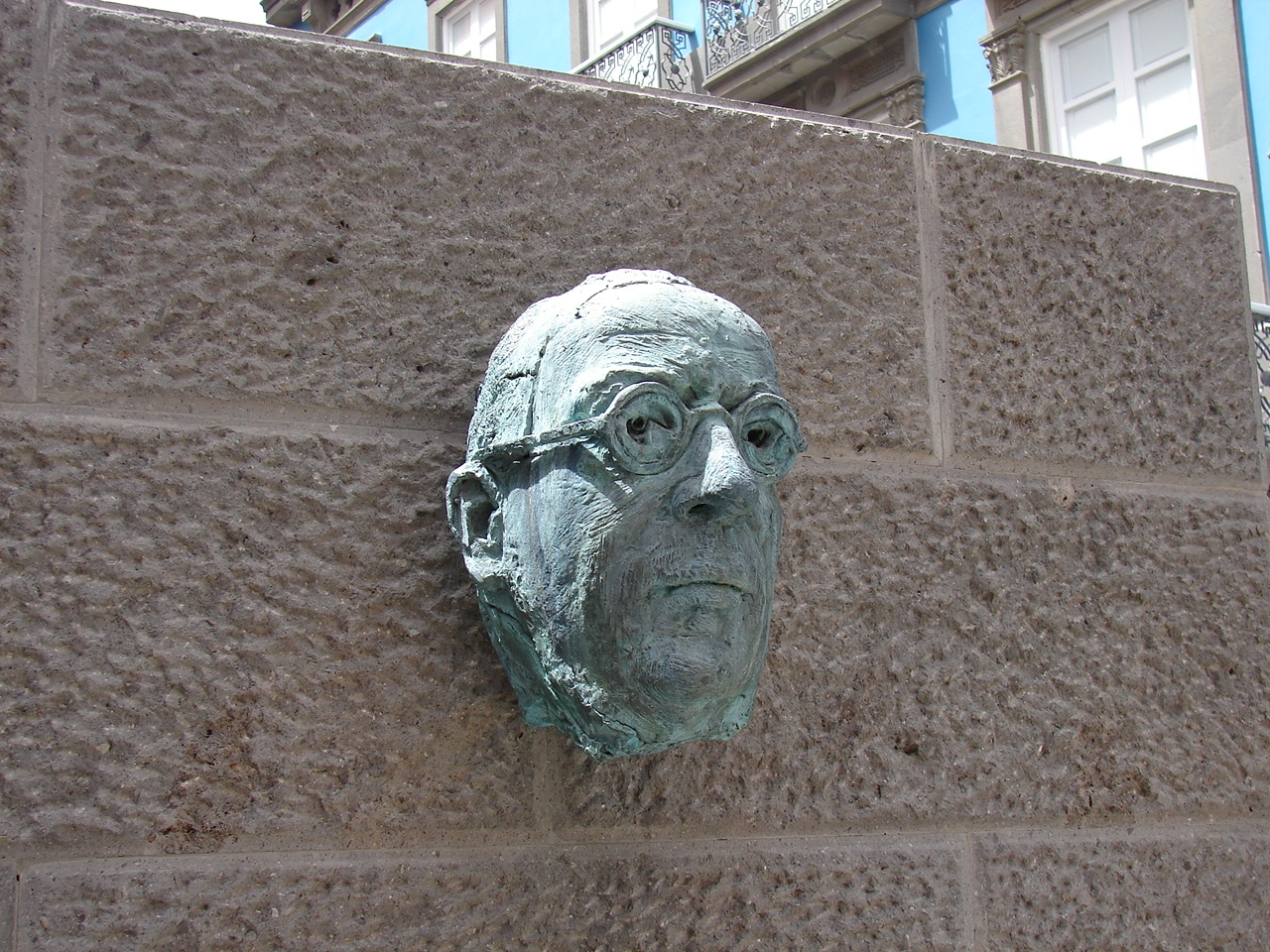
Барельеф Хуана Негрина в его родном городе Лас-Пальмас-де-Гран-Канария

В 1945 году из-за разногласий с большинством эмигрантов Негрин был вынужден подать в отставку и уйти из политики. Последние годы жизни он провёл во Франции, не проявляя значительной активности и отказавшись вступить в просоветское Движение сторонников мира. За свою деятельность во главе республиканского правительства он подвергался критике как со стороны франкистов (считавших его «красным предателем»), так и многих республиканцев, обвинявших Негрина в слишком большой зависимости от СССР и стремлении продолжать войну в безнадёжной ситуации. В то же время он пошёл на значительный риск, вернувшись в феврале 1939 в Мадридскую зону в условиях, когда многие видные республиканцы предпочли остаться за пределами страны.
После кончины Негрина один из его сыновей, по сообщениям прессы, передал правительству генерала Франко документы об испанском золоте, вывезенном в СССР. Есть информация о том, что это было сделано по просьбе самого Негрина.